# Nuristan (huyện)
Nuristan là một huyện thuộc tỉnh Nurestan, Afghanistan. Dân số thời điểm năm 1999 là 50,823 người.